# اغتيال توباك شاكور
اغتيال توباك شاكور تم في 7 سبتمبر 1996 حيث قُتل فنان الهيب هوب الأمريكي توباك شاكور رمياً بالرصاص في حادث إطلاق نار في لاس فيغاس، نيفادا، اطلاق النار وقع في تمام الساعة 11:15 مساء بتوقيت المحيط الهادئ عندما توقفت سيارة شاكور عند إشارة حمراء في تقاطع إيست فلامينغو رود وكوفال لين. أصيب شاكور أربع مرات من مسدس غلوك، عيار 0.40، مرتين في الصدر، وطلقه واحدة في ذراعه، وطلقه واحدة في الفخذ. توفي متأثرا بجراحه بعد ستة أيام في المركز الطبي في جامعة جنوب ولاية نيفادا. القتل لا يزال رسميا دون حل.

## الأحداث عشية القتل
حضر توباك شاكور مباراة الملاكمة بروس سيلدون مقابل مايك تايسون بصحبة شوج نايت في فندق ام جي ام غراند في لاس فيغاس، نيفادا. بعد مغادرته المباراة رصد أحد معاوني نايت أورلاندو «بيبي لين» أندرسون، عضو في عصابة كريبس من كومبتون في كاليفورنيا، في ردهة فندق ام جي ام غراند. في وقت سابق من هذا العام، قام أندرسون ومجموعة من كريبس بسرقة شخص من حاشية ديث رو[من؟] في حانوت فوت لوكر. قام معاون نايت بإخبار شاكور الذي قام بدوره بالاعتداء على أندرسون. سأله شاكور عما إذا كان من الجنوب ولكمه في وجهه، موقعا أندرسون أرضا. قامت حاشية شاكور، وكذلك فارس وأتباعه، بالمساعدة في الاعتداء على أندرسون. تم تصوير الشجار في نظام المراقبة بالفيديو. وقام أمن الفندق بتفريق المشتركين فيه. بعد الشجار، ذهب شاكورمع نايت إلى نادي 662 (المعروفة الآن باسم مطعم/نادي سبعة)، الذي كان نايت قد استأجره لذلك المساء. أخبر شاكور خطيبته كيدادا جونز عن تورطه في الشجار مع أندرسون، إذ كان قد سبق وتعهد بالعودة إليها بعد دخول الفندق حيث حدث الشجار وجعلها تنتظره في السيارة. شاكور غادر مع شوج نايت بعد تغيير الملابس.

## إطلاق النار
في 11:00-11:05 مساء (PDT)، أوقفت الشرطة شاكور وشوغ نايت في لاس فيغاس بوليفارد أثناء إسماعهم موسيقى بصوت عال جدا ولعدم وجود لوحة ترخيص على السيارة. تم العثور على لوحات الترخيص في صندوق سيارة نايت؛ وأخلي سبيلهم بعد بضع دقائق في دون تحرير مخالفة. في 11:10 مساء (PDT)، أثناء توقفهما عند إشارة ضوئية حمراء في تقاطع طريق فلامينغو وكوفال لين أمام Maxim Hotel، توقفت سيارة تركبها امرأتان على الجانب الأيسر. شاكور الذي كان مطلا من فتحة السقف، تبادل الكلمات مع المرأتين، ودعاهم للذهاب إلى النادي 662. في 11:15 مساء (PDT) توقفت سيارة بيضاء، ذات أربعة أبواب، موديل كاديلاك مع عدد غير معروف من الركاب في الجانب الأيمن، أنزلت النافذة إلى الأسفل وسرعا ما أطلقت أعيرة نارية على شاكور الذي أصيب أربع مرات، مرتين في الصدر، مرة واحدة في ذراعه مرة واحدة في الفخذ. إحدى الرصاصات أصابت شاكور الرئة اليمنى. أصابت شظية نايت في رأسه. الحارس فرانك الكسندر ذكر أنه هم ركوب سيارة نايت إلى جانب شاكور، طلب منه شاكور قيادة لسيارة خطيبته كيدادا جونز بدلا من ذلك، في حال احتاجوا مركبات إضافية لدى عودتهم من نادي 662 إلى الفندق. الحارس ذكرت في الفيلم الوثائقي، قبل أن أستيقظ ، أنه بعد الاعتداء بوقت قصير، لاحقت إحدى سيارات الموكب سيارة المعتدي لكنه لم يسمع من الركاب. ياكي كدافي كان يركب في السيارة وراء شاكور مع حراسه في وقت اطلاق النار جنبا إلى جنب مع حاشية دث رو ركوردز، ذكر انه يمكنه ان يتعرف على مطلقي النار لكن الشرطة رفضت الإصغاء إليه وتجاهلوه، وجد بعد شهر من الحادث ميتا في شقته برصاصة في الرأس.
على الرغم من حالة نايت الطبية ووجود إطار مخروق، فقد نجح بقيادة شاكور ونفسه حوالي 1.5 كم بعيدا عن موقع إطلاق النار إلى لاس فيغاس بوليفارد وهارمون أفنيو. أوفقتهم دورية شرطة على دراجات نارية وقامت باستدعاء الإسعاف من خلال الراديو. بعد وصوله نقل الإسعاف المصابين نايت وشاكور إلى المركز الطبي في جامعة جنوب ولاية نيفادا. كانوا موقع إيقافهم على بعد خطوات فقط من MGM Grand. وفقا لمقابلة مع مخرج الفيديو كليب غوبي، بينما كان في المستشفى، فقد أخبره موظف تسويق في دث رو أن مطلقي النار اتصلوا بشركة التسجيل وهددوا شاكور. في المستشفى تم تخديرشاكور، ووضعه على آلة حفظ الحياة. قام غوبي رحيمي وأعضاء مجموعة شاكور Outlawz بحراسة شاكور أثناء مكوثه في المستشفى بسبب خوفهم من أن من أطلق النار على شاكور «سيعود ليجهز عليه». بعد ظهر13 الجمعة سبتمبر 1996 توفي شاكور بسبب نزيف داخلي أثناء تواجده في وحدة الرعاية الحرجة؛ حاول الأطباء إنعاشه ولكن لم يتمكنوا من وقف النزيف. اتخذت أمه أفيني القرار بوقف العلاج الطبي. تم إعلان وفاته في 4:03 مساء (PDT). رغم أن معظم ردود الفعل على وفاته خارج المستشفى كانت سلمية قام صديق شاكور بالصراخ في وجه الطاقم، مسائلا إياهم لماذا تركوه يموت.